# Џорџ Кјукор
Џорџ Дјуи Кјукор (енгл. George Dewey Cukor; Њујорк, Њујорк, 7. јул 1899 — Лос Анђелес, Калифорнија, 24. јануар 1983) је био амерички филмски редитељ, познат по бројним комедијама и адаптацијама књижевних дела. Добио је Оскар за најбољег редитеља 1964. за филм Моја лепа госпођице.
Његова каријера је доживела успех у РКО-у и касније у МГМ-у, где је снимио филмове попут: По којој цени Холивуд? (1932), Рачун за развод  (1932), Вечера у осам (1933), Мале жене (1933), Дејвид Коперфилд (1935), Ромео и Џулија (1936) и Дама с камелијама (1937).
Био је замењен на месту редитеља филма Прохујало са вихором (1939), али је снимио Филаделфијска прича (1940), Адамово ребро (1949), Јуче рођена (1950), Звезда је рођена (1954) и Моја лепа госпођице (1964). Наставио је да снима и током 1980-их.

## Биографија
Рођен је на Доњај источној страни Менхетна, као млађе дете и једини син мађарско-јеврејског заменика јавног тужиоца, Виктора и Хелене Илонае (девојачки Грос) Кјукор. Као дете, Кјукор се појавио у неколико аматерских представа и ишао је на часове плеса и са седам година извео је рецитал са Дејвидом Селзником, који је касније постао његов ментор и пријатељ. Био је опчињен позориштем, тако да је бежао са часова да би одлазио на матинее. Као тинејџер, радио је као глумац у опери Метрополитан.
Након завршетка школе, 1917. године очекивало се да настави очевим стопама и бави се правом. Невољно је уписао Сити колеџ Њујорка, где се придружио студентским војним трупама, октобра, 1918. године. Његово војно искуство је било ограничено, јер је Немачка предала рат децембра, два месеца након почетка његове војне каријере. Убрзо затим, Кјукор је напустио школу.
Кјукор је добио посао помоћника инспицијента у путујућој продукцији мјузикла The Better 'Ole. Године 1920. постао је инспицијент трупе Никербокер плејерс, а наредне године је почео да ради као генерални менаџер за нову летњу трупу, Лицејум плејерс. Године 1925. формирао је своју трупу, C.F. and Z. Production Company са Волтером Фолмером и Џоном Звикијем, што му је дало могућност да режира. Након њихове прве сезоне, Кјукор је имао свој редитељски деби на Бродвеју са представом Антонија, мађарског писца Мелхиора Ленгиела, након чега је радио у Рочестеру са трупом коју су чинили Луис Калхер, Илка Чејс, Филис Повах, Франк Морган, Региналд Овен, Елизабета Патерсон и Даглас Монтгомери, са којима је касније сарађивао и у Холивуду. Само у току једне сезоне са овом трупом је радила и Бети Дејвис. Наредних неколико деценија Дејвис је причала да је добила отказ, а Кјукор, који је озражавао неразумевање за придавање толиког значаја инциденту који је он сматрао минорним, никада више није радио са њом.
Године 1926, његова режија адаптације романа Велики Гетсби била је запажена и хваљена. Режирао је још шест представа на Бродвеју пре него што је отишао да ради у Холивуду.

## Почетак холивудске каријере
Када је Холивуд почео да регрутује младе таленте за звучни филм, Кјукор се одмах одазвао на позив. Децембра 1928, Парамаунт пикчерс и он су потписали уговор за 600 долара недељно и рефундирање авионске карте. У Холивуд је дошао фебруара 1929. године и радио је пробна снимања, вежбавао дикцију са глумцима и снимао дијалоге, а као коредитељ почео је да ради тек 1930. Његов редитељски деби био је филм Укаљана дама  из 1931. године, у коме је глумила Талула Банкхед.
Кјукор је брзо стекао репутацију редитеља који може да извуче одличну глуму из глумица и постао је познат као „женски редитељ”, што је титула коју је он мрзео. Упркос репутацији, Кјукор је у току каријере снимио више филмова награђених Оскаром за најбољег глумца него било који други редитељ: Џејмс Стјуарт у Филаделфијској причи (1940), Роналд Колман у Двоструком животу (1947), и Рекс Харисон у Мојој лепој госпођици (1964). Једна од Кјукорових првих глумица била је Кетрин Хепберн, која је дебитовала у Рачуну за развод, али је оставила РКО у недоумици шта да раде са њом, због њеног изгледа и карактера. Кјукор је режирао неколико филмоца са њом, како успешних, тако и неуспешних, и њих двоје су постали блиски пријатељи и ван сцене.
Кјукор је био ангажован да режира Прохујало са вихором, 1936. године, пре него што је књига објављена. Наредне две године је провео у припремама, укључујући и надгледање пробних снимања за глумицу која би требало да добије улогу Скарлет Охаре. Кјукор је желео Хепбернову за улогу, али је Селзницк, који се плашио њене лоше репутације као „отрова за биоскопске благајне”, тражио да уради пробно снимање, што је она одбила.
Изеђу обавеза везаних за Ветар, Кјукор је радио на другим мањим пројектима. Снимио је сцене у пећини за филм Авантуре Тома Сојера (1938) и након отпуштања оригиналног редитеља филма Чаробњак из Оза (1939) провео је недељу дана на сету. Премда није снимио ништа, направио је значајне промене у изгледу Дороти и подстакао је Џуди Гарланд да глуми природније, што је значајоно допринело коначном успеху филма.
Кјукор је провео много сати радећи на изговору са Вивијен Ли и Оливијом де Хевиленд. Упркос гласинама да је Кларк Гејбл одбијао да ради са Кјукором на снимању, ништа у Селзниковим мемоарима не сугерише да је Гејбл имао било какве везе са одузимањем овог пројекта од Кјукора и већи су изгледи да је Селзник био незадовољан спорим темпом и квалитетом рада.
Отказ са снимања Прохујало са вихором га је ослободио да снима Жене (1939), познат по чисто женској екипи и Филаделфијску причу (1940), sa Кетрин Хепберн. Снимио је и филм са једном од својих омиљених глумица, Гретом Гарбо, Дволична жена (1941), што је била њена последња улога.

## Врхунац каријере
Децембра 1952, Сидни Лафт је предложио Кјукору да сними мјузикл Звезда је рођенаса Лафтовом супругом, Џуди Гарланд. Кјукор је одбио да снима верзију овог филма 1937. године, јер је филм био сличан његовом По којој цени Холивуд? (1932), али ова прилика да снима свој први техниколор филм, први мјузикл, да сарађује са сценаристом Мосом Хартом и глумицом Џуди Гарланд му је била примамљива. Проблеми су настали још пре почетка снимања, када није успевао да пронађе главног глумца. Само снимање је било праћено сталним изменама сценарија, као и веома проблематичним радом са главном глумицом, која је била зависна од алкохола и лекова, патила од бројних правих и измишљених болести и чија се телесна тежина стално мењала. Прво приказивање је трајало 210 минута и упркос одушевљења публике филм је скраћен на 182 минута за премијеру у Њујорку. Критике које је добио биле су најбоље у његовој каријери. Међутим, након његовог одласка у Индију продуценти Ворнера су одлучили да скрате филм на 154 минута, како би повећали број могућих дневних приказивања у биоскопима. Кјукор је био разочаран финалном верзијом, којој су недостајале неке музичке и драмске сцене. Филм није добио ниједну награду Академије од 6 номинација.
У наредних неколико година снимио је пар филмова који су имали различиту прођу код публике и критике. Његов наредни велики филм био је Моја лепа госпођице. Током снимања нарастала је тензија између Кјукора и костимографа, Сесила Битона, али је Кјукор био одушевљен главном глумицом, Одри Хепберн, премда остали нису уживали у њеним захтевима диве. Премда је неколико критика било лоше, филм је имао велики успех код публике и донео му је Оскар за најбољег редитеља, Златни глобус за најбољег редитеља и Награду режисерског цеха Америке, за које је био раније неколико пута номинован.
Након Моје лепе госпођице, Кјукор је ређе снимао. Снимио је филм са Меги Смит, Путовања са мојом тетком, 1972. и два телевизијска филма са Кетрин Хепберн, Љубав кад јој време није (1975) и Кукуруз је зелен (1979). Свој последњи филм, Богати и познати  (1981) са Жаклин Бисет и Кендис Берген, снимио је у својој 82. години.

## Приватни живот
У Холивуду је била јавна тајна да је Кјукор геј, премда је он био дискретан по питању своје сексуалне оријентације и није је носио као „значку на реверу”, како је рекао продуцент Џозеф Л. Манкевиц. Био је познат као бон вивант, чија је луксузна кућа била место недељног окупљања и журки са клозетоворним познатим особама и згодним мушкарцима које су они доводили. Бар се једном десило у току његове „владавине” у МГМ-у да је био ухапшен, али су менаџери студија успели да га ослободе оптужнице и да спрече објављивање у медијима. Крајем 1950-их започео је везу са знатно млађим мушкарцем, Џорџом Товерсом. Кјукор је финансирао његове студије, али се након дипломирања 1967. године Товерс оженио. Њих двојица су наставили да гаје близак однос кој је трајао до краја Кјукоровог живота.
Већ средином 1930-их Кјукор није био само успешан редитељ, већ и незванични „вођа” холивудске геј поткултуре. Његова кућа, коју је 1935. редекорисао Вилијам Хејнс, била је место окупљања хомосексуалаца из филмске индустрије. Ту су се налазили Хејнс и његов партнер Џими Шилдс, Алан Лад, писац Самерсет Мом, редитељ Џејмс Винсент, писац Ровланд Ли, костимограф Ори-Кели и Роберт Ле Мери, као и глумци Џон Дароу, Андерсон Лолер, Грејди Сатон, Роберт Сајтер и Том Даглас. Франк Хорн, секретар Кери Гранта је такође често долазио.
Кјукорови пријатељи су били од изузетне важности за њега и његова кућа је била пуна њихових фотографија. Редовни посетиоци његових соареа били су Кетрин Хепберн и Спенсер Трејси, Џоун Крафорд и Даглас Фербанкс, млађи, Лорен Бакол и Хамфри Богарт, Клодет Колбер, Марлен Дитрих, Лоренс Оливије и Вивијен Ли, глумац Ричард Кромвел, Стенли Холовеј, Џуди Гарланд, Џин Тирни, Ноел Кауард, Коул Портер, редитељ Џејмс Вејл, дизајнерка Едит Хед и Норма Ширер, посебно након смрти њеног првог мужа, Ирвинга Талберга. Често су долазили и књижевници као што су Синклер Луис, Теодор Драјзер, Олдус Хаксли, Ференц Молнар, и његов близак пријатељ, Самерсет Мом.

## Смрт
Кјукор је умро од инфаркта, 24. јануара, 1983. године и саграњен је у неозначеном гробу на приватном гробљу, Форист лон мероријал парк гробљу у Глендејлу.

## Изабрана филмографија
- Мале жене (1933)
- Вечера у осам (1933)
- Дама са камелијама (1936)
- Прохујало са вихором (1939) (неколико сцена)
- Филаделфијска прича (1940)
- Жена са два лица (1941)
- Јуче рођена (1950)
- Звезда је рођена (1954)
- Нешто се мора и дати (1962)
- Моја лепа госпођице (1964)
- Путовања са мојом тетком (1979)